# Vattenholmen

Vattenholmen är en ö i Tanums kommuns norra skärgård, Bohuslän, Västra Götalands län. Ön ligger cirka 900 meter nordnordväst om Resö hamn.
Ön bebyggdes omkring år 1850 av fiskare och var sedan befolkad i ungefär ett hundra år.
Vattenholmen ligger inom Kosterhavets nationalpark.
Sjöfartsverket har på öns sydöstra udde haft en underhållsplats för flytande sjömärken. Denna är numera flyttad till Västbacken.

## Etymologi
Ön har fått sitt namn av att det där finns en kallkälla.